# ゲッツ・オットー
ゲッツ・オットー（Götz Otto、1967年10月15日–）は、ドイツの俳優。

## 来歴
西ドイツ（当時）のヘッセン州ディーツェンバッハに生まれる。両親は同地でパン屋を営む。オッフェンバッハの学校でアビトゥーア合格後にグラーツ音楽・芸術大学とミュンヘンのオットー・ファルケンベルク学院で学ぶ。1991年にベルリンのシラー劇場で出演。在学中からシラー劇場やミュンヘン室内劇場の舞台に出演していた。1993年から1995年までミュンヘンのレジデンツ劇場に属し、テレビや映画への出演を始める。
国際的には1997年の映画『007 トゥモロー・ネバー・ダイ』での敵役で知られるようになった。オーディションの際、20秒の自己紹介時間を与えられたのに対して「私は（身体が）大きく、悪人顔、坊主刈りで、ドイツ人です。これで5秒、残りの時間は不要」と自己紹介したことにより、この役を得たのだという。この時に坊主刈りだったのは偶然で、テレビ番組の役作りのために短くしていた。
その後も『ヒトラー 〜最期の12日間〜』など、内外の映画出演が続いている。またドイツ国内でのテレビでは、アクションからメロドラマ、コメディーなど幅広い分野のドラマや娯楽番組に出演している。2008年には再び舞台にも出演した。外国映画のドイツ語吹き替えや書籍朗読もしている。
身長196cmという長身で、『ヒトラー 〜最期の12日間〜』でヒトラーに忠実でありながら荒廃する周囲の心に戸惑いを見せる副官のオットー・ギュンシェを演じるにはまさに最適だった（ギュンシェは2m近く、すらりとした人物であった）。

## プライベート
夫人との間に一男三女があり、ミュンヘンに居住している。

## 主な出演作品
（主要な日本公開作品のみ）
| 公開年 | 邦題 原題                                                               | 役名                       | 備考       |
| ------ | ----------------------------------------------------------------------- | -------------------------- | ---------- |
| 1993   | シンドラーのリスト Schindler's List                                     | Plaszow SS Guard           |            |
| 1997   | 007 トゥモロー・ネバー・ダイ Tomorrow Never Dies                        | スタンパー                 |            |
| 1998   | ニューヨーク大地震 Earthquake in New York                               | エリック・ステッドマン刑事 | テレビ映画 |
| 1998   | ベオウルフ Beowulf                                                      | ローランド                 |            |
| 1999   | ホテル背徳蘭 Der Voyeur                                                 | Curt Rinneberg             | テレビ映画 |
| 2000   | ブル・ドッグ 人質救出作 Gunblast Vodka                                  | アベル                     |            |
| 2000   | Marlene                                                                 | ゲイリー・クーパー         |            |
| 2001   | アッシャ 洞窟の女 She                                                   | アッチラ                   |            |
| 2001   | トゥームハンター High Adventure                                         | Sarkhan                    |            |
| 2003   | ディープ・フリーズ Deep Freeze                                          | ネルソン                   |            |
| 2004   | ヒトラー 〜最期の12日間〜 Der Untergang                                 | オットー・ギュンシェ       |            |
| 2004   | ニーベルングの指環 Ring of the Nibelungs                                | King Thorkwin              | テレビ映画 |
| 2005   | ザ・クラウン 炎のリベンジャー Der Clown                                 | Zorbek                     |            |
| 2005   | 1200℃ ～ファイヤー・ストーム～ Der Todestunnel - Nur die Wahrheit zählt | ロマン                     | テレビ映画 |
| 2008   | U-900                                                                   | Oberleutnant Von Stetten   |            |
| 2012   | アイアン・スカイ Iron Sky                                               | クラウス・アドラー         |            |
| 2012   | ふたりのアトリエ〜ある彫刻家とモデル El artista y la modelo             | ワーナー                   |            |
| 2013   | 伝説の17番 Легенда №17                                                  | フィル・エスポジト         |            |